# Майник двулистный
Ма́йник двули́стный (лат. Maiánthemum bifólium) — вид многолетних травянистых растений рода Майник (Maianthemum) подсемейства Нолиновые (Nolinoideae).

## Название
Н. И. Анненков приводит множество русских народных, в том числе региональных названий майника двулистного, например, соколиные глазки (смол.), змеевица (арх.), мимозель (арх.),  сорока.
Китайцы увидели в облике растения майник двулистный танцующего журавля, и в Китае оно стало называться кит. упр. 舞鹤草, пиньинь wǔ hè cǎo, палл. у хэ цао, буквально: «Трава танцующий журавль».

## Ботаническое описание

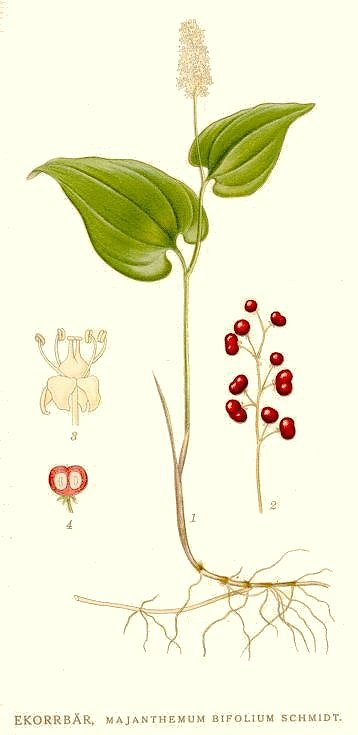

Стебли 12—25 см высотой, прямостоячие извилистые.
Корневище тонкое, ползучее, часто дающее подземные побеги, которые, разрастаясь, занимают большие площади.
Листья в числе двух, редко трёх, короткочерешковые, сердцевидно-яйцевидной формы, до 10 см длиной, на нижней стороне по жилкам мелковолосистые.
Цветки собраны в кистевидное соцветие на верхушке растения. Прицветники мелкие, доли околоцветника белые, простёртые, продолговатые, обычно загнутые вниз. Цветёт в мае — июле.
Плод — ягода, сначала серая с продолговатыми точками, затем вишнёво-красная.
Размножается семенами и вегетативно.

## Распространение и экология
Распространён в лесной зоне Северного полушария. В России приурочен к смешанным и хвойным лесам европейской части, Сибири и Дальнего Востока.
Обычен в разнопородных лесах, но предпочитает еловые с умеренно влажной почвой.

## Значение и применение
На Северном Урале отмечено поедание северным оленем (Rangifer tarandus).
Применяется в народной медицине как сердечно-сосудистое средство, при водянке, а также в качестве жаропонижающего, и наружно — для размягчения и рассасывания опухолевидных образований, при абсцессах и ушибах.

## Классификация

### Таксономия
Вид Майник двулистный входит в род Майник (Maianthemum) семейства Спаржевые (Asparagaceae) порядка Спаржецветные (Asparagales).
|  |                                      |  |                                                             |                                                             |                     |  | ещё 24 семейства (согласно Системе APG II) | ещё 24 семейства (согласно Системе APG II) |                       |  |  |  | ещё около 35 видов |
|  |                                      |  |                                                             |                                                             |                     |  | ещё 24 семейства (согласно Системе APG II) | ещё 24 семейства (согласно Системе APG II) |                       |  |  |  | ещё около 35 видов |
|  |                                      |  |                                                             | порядок Спаржецветные                                       |                     |  |                                            |                                            | род Майник            |  |  |  |                    |
|  |                                      |  |                                                             | порядок Спаржецветные                                       |                     |  |                                            |                                            | род Майник            |  |  |  |                    |
|  | отдел Цветковые, или Покрытосеменные |  |                                                             |                                                             | семейство Спаржевые |  |                                            |                                            | вид Майник двулистный |  |  |  |                    |
|  | отдел Цветковые, или Покрытосеменные |  |                                                             |                                                             | семейство Спаржевые |  |                                            |                                            |                       |  |  |  |                    |
|  |                                      |  | ещё 44 порядка цветковых растений (согласно Системе APG II) | ещё 44 порядка цветковых растений (согласно Системе APG II) |                     |  |                                            | ещё около 140 родов                        | ещё около 140 родов   |  |  |  |                    |
|  |                                      |  |                                                             | ещё 44 порядка цветковых растений (согласно Системе APG II) |                     |  |                                            |                                            | ещё около 140 родов   |  |  |  |                    |